# Gian Galeazzo Maria Sforza

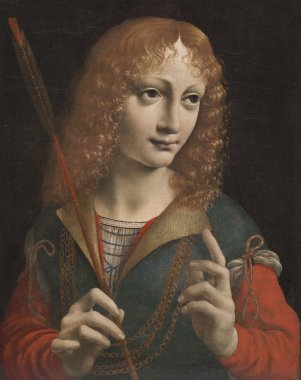
Giovanni Ambrogio de Predis, Gian Galeazzo Sforza, Cleveland Museum of Art

Gian Galeazzo Maria Sforza (* 20. Juni 1469 in Abbiategrasso; † 21. Oktober 1494 in Pavia) war von 1476 bis 1494 nominell der 6. Herzog von Mailand. Die tatsächliche Regierung lag jedoch zunächst bei seiner Mutter Bona von Savoyen, die jedoch 1481 als Regentin von seinem Onkel Ludovico Sforza, genannt il Moro, verdrängt wurde, der auch nach der Großjährigkeit seines Neffen de facto weiter regierte.

## Leben
Sforza stammte aus der Familie Sforza. Er war ein Enkel von  Francesco I. Sforza, der von 1450 bis 1466 als erster Herzog von Mailand seines Hauses regierte und der älteste Sohn von Galeazzo Maria Sforza, Herzog von Mailand von 1466 bis 1476 aus dessen zweiter Ehe mit Bona von Savoyen († 1485). Er war ein Bruder der Bianca Maria Sforza († 1510), der zweiten Gemahlin von Kaiser Maximilian I. († 1519)  und ein Halbbruder der durch ihre Unerschrockenheit berühmten Caterina Sforza († 1509). Sein Onkel sorgte dafür, dass er eine umfassende Ausbildung erhielt, die ihn jedoch nicht auf eine mögliche Übernahme der Regierung vorbereiten sollte. Hinzu kam, dass Sforza  eher von kränklicher Natur war und ihm Charakterschwäche nachgesagt wurde.
Am 2. Februar 1489 wurde er durch seinen Onkel Ludovico il Moro mit Isabella von Aragón (* 2. Oktober 1470, † 11. Februar 1524, eine Tochter von König Alfons II. und Hippolyta [geborene Sforza]) verheiratet. Mit ihr hatte er drei Kinder:
- Francesco Sforza (1490–1511), genannt il Duchetto, Abt von Marmoutier
- Ippolita Sforza († um 1501)
- Bona Sforza (1494–1557) ⚭ 1518 Sigismund I., König von Polen (1467–1548)

Seit der Heirat widmete er sich ganz der Aufgabe als Ehemann und Vater, der Jagd oder traf sich mit Freunden. Isabella wollte hingegen, dass er seinen Anspruch auf die Regentschaft geltend machen sollte. Die Situation spitzte sich zu, als der Onkel am 18. Januar 1491 Beatrice d’Este heiratete. So löste Sforzas plötzlicher Tod im Alter von 25 Jahren Spekulationen darüber aus, ob sein Onkel etwas damit zu tun gehabt habe. Um an die Macht zu gelangen, soll dieser ein Attentat geplant haben, bei dem er, unterstützt von seinen engsten Freunden, den Konkurrenten um die Macht beseitigt habe. Dieser soll mit mehreren Messerstichen in Kopf und Oberkörper ermordet worden sein. Nach anderen Angaben sei es ein Giftmord gewesen, der seinem Leben ein Ende setzte. Der Leichnam des Opfers soll in einer Kirche unter dem Altar beerdigt worden sein. Noch am Tag von Sforzas Tod nahm der Onkel die Krone Mailands für sich in Anspruch und überging somit Sforzas vierjährigen Sohn Francesco in der Herrschaftsnachfolge. Nach Ludovicos Sturz 1499 wurde Francesco wie dieser von Ludwig XII. nach Frankreich geschafft, wo er später Abt von Marmoutier wurde.
Kurz vor Sforzas Tod kam der französische König Karl VIII. nach Pavia und besuchte den Sterbenden in seinem Schloss (Castello Visconteo). Der Maler Pelagio Palagi hielt dieses Ereignis um 1821/1822 in seinem Gemälde Begegnung Karls VIII. mit Gian Galeazzo Sforza in Pavia 1494 fest.